# Андо Кодзуе
Андо Кодзуе  (яп. 安藤 梢; 9 липня 1982) — японська футболістка, олімпійська медалістка. Виступала за низку німецьких та японських клубів та збірну Японії з футболу.

## Кар'єра

### Клубна
| Роки виступу | Клуб                      | Матчі | Голи |
| ------------ | ------------------------- | ----- | ---- |
| 2002—2009    | Урава Ред Даймондз Лейдіз | 146   | 98   |
| 2010—2012    | ФКР 2001 Дуйсбург         | 58    | 19   |
| 2013—2015    | Франкфурт                 | 52    | 16   |
| 2015—2017    | Ессен                     | 35    | 5    |
| Всього       | Всього                    | 291   | 138  |

### Міжнародна
| Роки виступу | Збірна                         | Матчі | Голи |
| ------------ | ------------------------------ | ----- | ---- |
| 1999—2015    | Жіноча збірна Японії з футболу | 126   | 19   |

## Виступи на Олімпіадах
| Олімпіада   | Дисципліна | Місце |
| ----------- | ---------- | ----- |
| Афіни 2004  | футбол     | 7     |
| Пекін 2008  | футбол     | 4     |
| Лондон 2012 | футбол     | 2     |

## Досягнення

### Клубні

#### Урава Редз Даймондз Лейдіз
- Переможець Л.Ліги (2): 2004, 2009

#### ФКР 2001 Дуйсбург
- Володар Кубку Німеччини (1): 2009—2010

#### Франкфурт
- Володар Кубку Німеччини (1): 2013—2014
- Переможець Ліги Чемпіонів УЄФА (1): 2014—2015

### Міжнародні
- Переможець чемпіонату світу з футболу (1): 2011

### Індивідуальні
- Кращий гравець Л.Ліги (2): 2004, 2009
- Кращий бомбардир Л.Ліги (2): 2004, 2009
- Гравець символічної збірної сезону Л.Ліги (6): 2002, 2004, 2005, 2007, 2008, 2009
- Кращий молодий гравець Л.Ліги (1): 2002